# Hartmut Haenchen
Hartmut Haenchen (Dresde, 21 de marzo de 1943) es un director de orquesta alemán.

## Trayectoria

### Formación y etapa de Kapellmeister
Inició su carrera musical en Dresde, como miembro del Kreuzchor. A los 15 años ya ejercía de Kantor, dirigiendo al coro. Con 17 años ya llamó la atención por su interpretación del Requiem de Johann Adolf Hasse. Posteriormente inició sus estudios de dirección y canto en la Dresden Hochschule für Musik. Haenchen asistió después a clases magistrales en Berlín, con Herbert von Karajan, en Carintia (Austria), en el Festival de Bayreuth, con Pierre Boulez, y en la entonces Leningrado (Unión Soviética) con Yevgueni Mrawinski y Arvīds Jansons.
Su primer contrato fue como director de una sociedad coral en Halle, y como director de la Orquesta Filarmónica de esa ciudad en 1966 con El Mesías de Haendel. En 1971 ganó el primer premio del concurso de dirección de orquesta Carl Maria von Weber de Dresde. En 1972-73 ejerció como Kapellmeister principal del Teatro de Zwickau. En esta época hizo su debut en la Staatsoper de Berlín, con Borís Godunov, y siguió apareciendo en ese teatro hasta 1996. De 1973 a 1976 dirigió a la Orquesta Filarmónica de Dresde y, de forma regular, en la Ópera Estatal de Dresde. Entre 1976 y 1976 fue director musical de la Orquesta Estatal de Mecklemburgo y se hizo habitual en la Komische Oper de Berlín. En 1980 asumió la dirección de la Orquesta de Cámara Carl Philipp Emanuel Bach, de Berlín.

### Etapa al frente de la Ópera Nacional de los Países Bajos
En 1986 se convierte en director musical de la De Nederlandse Opera (Ópera Nacional de los Países Bajos, DNO) y de la Orquesta Filarmónica de los Países Bajos (Nederlands Philharmonisch Orkest, NPO). Haenchen se dio a conocer especialmente por sus interpretaciones del repertorio alemán: Richard Strauss, Mozart y Wagner, pero también dirigió Verdi, Chaikovski, Bartók, Puccini o Gluck. Tras interpretar el ciclo de El Anillo del Nibelungo, Haenchen dejó su puesto, permaneciendo como director invitado. Se mantuvo como director con la NPO hasta 2002, cuando renunció en protesta contra los recortes de presupuestos.
Haenchen dice lo siguiente respecto a los gastos culturales: "No se trata sólo de música. Tenemos que desarrollar, sostener y apoyar las artes y la cultura en Europa con el fin de contener los problemas sociales, incluso la delincuencia y el abuso de drogas. Mientras las personas se guíen hacia valores humanistas -y aquí estoy hablando de los ideales que una vez compartimos- entonces estamos en el camino correcto para preservar Europa. Pero al mirar hoy, estoy preocupado por la insuficiente inversión en educación y en los teatros juveniles. Los niños tienen menos acceso a los conciertos, y la financiación para las escuelas de música se ha reducido. En todos estos temas que son realmente críticos para el futuro, los líderes políticos son demasiado miope."
Desde entonces, Haenchen ha actuado como director invitado en toda Europa y en Japón, Estados Unidos y Canadá. Ha dirigido ópera en Bolonia, Génova, Jerusalén, Londres, Múnich, Nueva York, Stuttgart, Varsovia, Viena y Wiesbaden. En 1995 volvió a dirigir en la Ópera Estatal de Berlín. En el Teatro Real de Madrid, además de Lady Macbeth de Mtsensk (en una producción de la DNO) ha estrenado nuevas producciones de Borís Godunov y Lohengrin, y ha dirigido Fidelio en 2015.
Haenchen, tiene una amplia discografía, ha construido su prestigio desde abajo y mirando al pasado. Aunque su visión musical no es estrictamente historicista ha revelado los vínculos del gran repertorio alemán de finales del siglo XIX (Wagner, Bruckner y Mahler) con la música del siglo XVIII por medio de compositores como CPE Bach, Gluck o Haydn. Respecto a la música de Wagner dice: "Wagner es un pilar importante de la cultura europea, que vale la pena preservar. Su ideal es promover y desarrollar las artes con una visión del futuro. En mi opinión, algunas cosas que deberían estar juntas se han separado, con la nueva creación artística considerada por separado de la vieja. Deberían ir juntas orgánicamente. Eso es lo que aprecio de Wagner, que entiende a las personas como son, les habla y las lleva un paso más allá."

### Parsifal
En julio de 2016 fue contratado por el Festival de Bayreuth para hacerse cargo de la dirección musical de la nueva producción de Parsifal, con solo 20 días de margen antes del estreno, después de la renuncia del director inicialmente previsto, Andris Nelsons, regresando para la reposición de la obra al año siguiente. Parsifal es un drama musical que Haenchen domina a la perfección. Lo interpretó en versión de concierto durante su juventud en la Alemania comunista donde estaba prohibido. Lo dirigió después en la Ópera Estatal de Berlín con la dirección escénica de Harry Kupfer. En Stuttgart dirigió la producción de Götz Friedrich y recientemente en Ámsterdam dirigió la puesta en escena de Gruber, en París la de Warlikowski, en Copenhague la de Warner y en Bruselas la de Castelucci que ha sido publicada en DVD por Belair en 2011.
Su visión de la obra es la siguiente: "Parsifal nos muestra claramente que una sociedad de hombres que trata de llevarse bien sin mujeres es disfuncional. A lo largo de las obras de Wagner, usted ve repetidamente que sólo las mujeres están en condiciones de hacer un cambio positivo en el mundo y que los hombres lo hacen todo mal. Él lo pone de manifiesto de varias maneras y en varias obras, no sólo en Parsifal, sino también en Tannhäuser, el Holandés Errante y Tristán e Isolda." La sociedad de los caballeros del Santo Grial en Parsifal sólo se mantiene por el ritual. Pero una sociedad debe ser confirmada y probada por medio de hechos. Esta comunidad está así condenada. Sólo un forastero que ve el problema puede cambiar algo. El protagonista principal, Parsifal, no lo reconoce, pero se hace sabio a través de las acciones de una mujer, Kundry."
"Ahora bien, si eso realmente da como resultado una transformación social es un tema que Wagner deja abierto. Como en el Crepúsculo de los Dioses, sólo hay un resplandor de esperanza al final, pero no se ofrece ninguna solución real. Eso hace que esta pieza, Parsifal, sea muy actual - en el sentido de religiones atascadas en sus rituales y funcionando sólo a un nivel ideológico, pero ignorando los valores humanos básicos. Eso es claramente un problema en nuestros tiempos."
El crítico José Amador Morales dice de su prestació en el Festival de Bayreuth de 2017: "El director nacido en Dresde, obtuvo un precioso sonido orquestal, de enorme presencia (de lejos, la de mayor entidad de todos los títulos presentados este año en el Festspielhaus). Haenchen impuso un hábil equilibrio entre lo contemplativo y lo teatral haciendo valer su profundo e incuestionable conocimiento del estilo, ya patente desde los primeros compases del preludio. Por otra parte, si su batuta acusó en algún momento cierta falta de mordida dramática, no careció de intensidad (como el trepidante y encendido comienzo del segundo acto), sensualidad (en la cromática escena de las muchachas flor) ni calado expresivo."
El periódico Opernwelt ha elegido sobre la base de un voto de cincuenta periodistas de todo el mundo Hartmut Haenchen como Director del Año 2017.
En 2018, Hartmut Haenchen recibió el Premio Richard Wagner de la Fundación Richard Wagner de Leipzig.

### Presencia en España
En 2014 dirigió a la Sinfónica de Madrid en un Wagner-programma, 2015 Strauss y Schubert,  y 2016  en un programa de sinfonías de Schumann y Bruckner y en un programma des sinfonías de Pärt, Britten y Schubert. En las temporadas 2011/12, 2012/13, 2014/15 y 2015/16 dirigió en el Teatro Real Lady Macbeth, de Shostakóvich, Borís Godunov, de Músorgski,  Lohengrin, de Wagner, y Fidelio, de Beethoven, debido a sus fuertes vínculos con Gerard Mortier. En 2012 para dirigió Mozart en Strauss y en noviembre de 2016 para dirigió Schumann y Schubert con la Orquesta Sinfónica de Barcelona y Nacional de Cataluña.

## Discografía
(Selección cronológica de 136 CDs/DVDs)
• Early classical horn concertos con Peter Damm, 1981, BERLIN Classics 0032102BC
• Friedrich II: Symphonies and flute concertos con Manfred Friedrich, 1982, CAPRICCIO 10064, featured record of the month
• Oboe concertos de Wolfgang Amadeus Mozart, Giuseppe Ferlendis y Franz Anton Rößler con Burkhard Glätzner, 1984, CAPRICCIO 10 087
• C.Ph.E. Bach: The Berlin Symphonies, 1985, CAPRICCIO 10103, Deutsche Schallplattenpreis
• C.Ph.E. Bach: Flute concertos con Eckart Haupt, 1985, CAPRICCIO 10104 y CAPRICCIO 10105, Deutsche Schallplattenpreis
• C.Ph.E. Bach: Organ concertos con Roland Münch, 1985, CAPRICCIO 10135, Deutsche Schallplattenpreis
• C.Ph.E. Bach: String symphonies Wq 182, 1985 CAPRICCIO 51 033, Deutsche Schallplattenpreis
• C.Ph.E. Bach: Four orchestral symphonies, 1986, CAPRICCIO 10175, Deutsche Schallplattenpreis, award winner in the magazine “Scala” as one of the best 50 recordings of the 20th century.
• Wolfgang Amadeus Mozart: Flute concertos con Werner Tast, 1987, ETERNA 7 28 022CD
• Georg Friedrich Händel: Arias con Jochen Kowalski, 1987, ETERNA 3 29 099, Deutsche Schallplattenpreis
• Joseph Haydn: Symphonies nos. 26, 44 & 49, 1988, BERLIN Classics 1013-2, CD of the year 1993, AVRO’s Platenzaak
• Christoph Willibald Gluck: Orfeo ed Euridice, 1988, CAPRICCIO 60008-2, Deutsche Schallplattenpreis, Gramophone Award Nomination
• C.Ph.E. Bach: Magnificat and two Berlin Symphonies con Venceslava Hruba-Freiberger, Barbara Bornemann, Peter Schreier, Olaf Bär, 1988, BERLIN Classics 0110 011
• Joseph Haydn: Symphonies nos. 43, 45 & 59, 1989, BERLIN Classics 0110 014
• Joseph Haydn: Symphonies nos. 31, 73 & 82, 1989, BERLIN Classics BC 1028-2
• Wolfgang Amadeus Mozart: Sinfonia concertante KV 297b y Concerto for flute and harp con Werner Tast y Katharina Hanstedt, 1990, BERLIN Classics 0120 004
• Wolfgang Amadeus Mozart: Concertone and Sinfonia concertante KV 364 con Thorsten Rosenbusch, Christian Trompler y Erich Krüger, 1990, BERLIN Classics 0120 003
• Joseph Haydn: Symphonies nos. 48, 53 & 85, 1990, BERLIN Classics 0110 024
• Carl Maria von Weber: Symphony no. 1 C-Dur; Felix Mendelssohn Bartholdy: String symphony no. 10 in B minor; Hugo Wolf: Italian Serenade; Richard Wagner: Siegfried Idyll, 1991, Sony Classical SK 53109
• Concert at the Prussia court con Thorsten Rosenbusch, Erich Krüger, Christian Trompler, Karl-Heinz Schröter, Christine Schornsheim, Klaus Kirbach, 1991, BERLIN Classics 1040-2
• Joseph Haydn: Symphonies nos. 94, 103 & 60, 1991, BERLIN Classics 1027-2
• C.Ph.E. Bach: Symphony in D major; Wolfgang Amadeus Mozart: "Eine kleine Nachtmusik"; Johann Sebastian Bach: Brandenburg Concerto no. 3]; Benjamin Britten: Simple Symphony; Georg Friedrich Händel: Water Music Suite no. 2, 1991, Sony Classical SK 4806
• Giovanni Pergolesi: „Stabat mater“ con Dennis Naseband y Jochen Kowalski, 1992, BERLIN Classics BC 1047-2
• Gustav Mahler – String Quartet arrangements: Ludwig van Beethoven: String Quartet in F minor op. 95, Franz Schubert: String Quartet in D minor D 810 “Death and the Maiden", 1992, BERLIN Classics 0010642
• Italian and German Christmas Music, 1992, Sony Classical S2K 53266
• Water Music: Georg Friedrich Händel y Georg Philipp Telemann, 1992, BERLIN Classics 1051-2
• Wolfgang Amadeus Mozart: Concert arias con Christiane Oelze, 1993, BERLIN Classics 0013252BC, awarded the Deutsche Schallplattenpreis
• Joseph Haydn: Symphonies nos. 22, 55 & 64, 1993, BERLIN Classics 0011092BC
• Wilhelm Friedemann Bach: The orchestral works, 1993, BERLIN Classics B001FY2KVW
• Pietro Locatelli: Concerti grossi Op. 7, 1994, BERLIN Classics 0011332BC
• Johann Sebastian Bach: Cantatas 35, 169 & 49 con Jochen Kowalski y Raphael Alpermann, 1994, BERLIN Classics 0011322BC
• C.Ph. E. Bach: „Die letzten Leiden des Erlösers“ con Christine Schäfer, Ellen Schuring, Thomas Dewald, Roman Trekel y the Hallenser Madrigalisten, 1994, DVD: EuroArts 2060808
- Felix Mendelssohn-Bartholdy, Symphony No. 3 (Mendelssohn), and Hebrides Overture -- Fingal's Cave ca. 1988, Berlin Classics.

• Johann Christian Bach: Symphony in G minor op. 6, no. 6; Wolfgang Amadeus Mozart: Symphony no. 40 in G minor KV 550 (1st version); Franz Schubert: Symphony no. 5 in B flat major, 1995, SONY Classical SMK 93831
• Franz Liszt: Dante Sinfonie, CAPRICCIO 10 736, 1995
• Cello concertos of the 18th century by C.Ph.E. Bach (A major), Nicola Porpora (G major), Joseph Haydn (no. 2 in D major) con Jens Peter Maintz, 1996, PHILIPS 456015-2
• Richard Wagner: Der Ring des Nibelungen, 1999, OPUSARTE
• Gustav Mahler: Symphony no. 5, 2001, PENTATON, SACD PTC 5 186 004
• Gustav Mahler: Symphony no.1 and 8, 2002, ICA (ICAC 5094)
• Johann David Heinichen: „La Gara degli Dei“ con Alexandra Coku, Carola Höhn, Simone Nold, Katharina Kammerloher, Carola Höhn, Annette Markert, Ralph Eschrig, Olaf Bär, 2003, Berlin Classics 0300544BC
• Classical Violin concertos. Obras de W.A. Mozart (Rondo in C major KV 373, Concerto in G major KV 216), M. Haydn (Concerto in B flat major), F. Schubert (Rondo in A major D 438) con Baiba Skride, 2004, Sony Classical 92939
• Wolfgang Amadeus Mozart: Divertimento in E flat major KV 113, Piano concerto in D minor, con Stefan Vladar, Symphony no. 41 in C major (Jupiter), 2005, DVD EuroArts 2055088
• Wolfgang Amadeus Mozart Discovering Masterpieces: Jupiter Symphony con una introducción de Hartmut Haenchen, 2006, DVD EuroArts 2056018
• Richard Wagner: Der Ring des Nibelungen, 2006, ET'CETERA KTC5504
• Gustav Mahler: Symphonie no. 6, DVD, ICAD 5018, 2009, Diapason d'Or
• Richard Wagner:Der fliegende Holländer, DNO, 2010, OPUS ARTE, 4947487
• Richard Wagner: Parsifal'', director: Romeo Castellucci, 2011, DVD BelAir, MEILLEURE DIFFUSION MUSICALE AUDIOVISUELLE
• C.Ph.E. Bach: „Die letzten Leiden des Erlösers“ con Christina Landshamer, Christiane Oelze, Anke Vondung, Maximilian Schmitt, Roman Trekel y el RIAS-Kammerchor, 2014, BERLIN Classics 0300575BC
• Wolfgang Amadeus Mozart: Symphonies nos. 39, 40 & 41, 2014, BERLIN Classics 0300587BC
• Richard Wagner: Parsifal'', 2017, DVD, Deutsche Grammophon 004400735350
• Anton Bruckner: Sinfonie Nr. 8, 2017, GENUIN 18622